# مشترک‌المنافع (ناحیه‌های جزیره‌ای ایالات متحده)
مشترک‌المنافع (انگلیسی: Commonwealth) این سرزمین‌ها عبارتند از: جزایر ماریانای شمالی، نام کامل آن جزایر مشترک‌المنافع ماریانای شمالی و پورتوریکو است.
این اصطلاح همچنین توسط فیلیپین در بیشتر دوره خود تحت حاکمیت ایالات متحده، زمانی که به‌طور رسمی فیلیپین مشترک‌المنافع نامیده می‌شد، استفاده می‌شد.